# خمیردندان

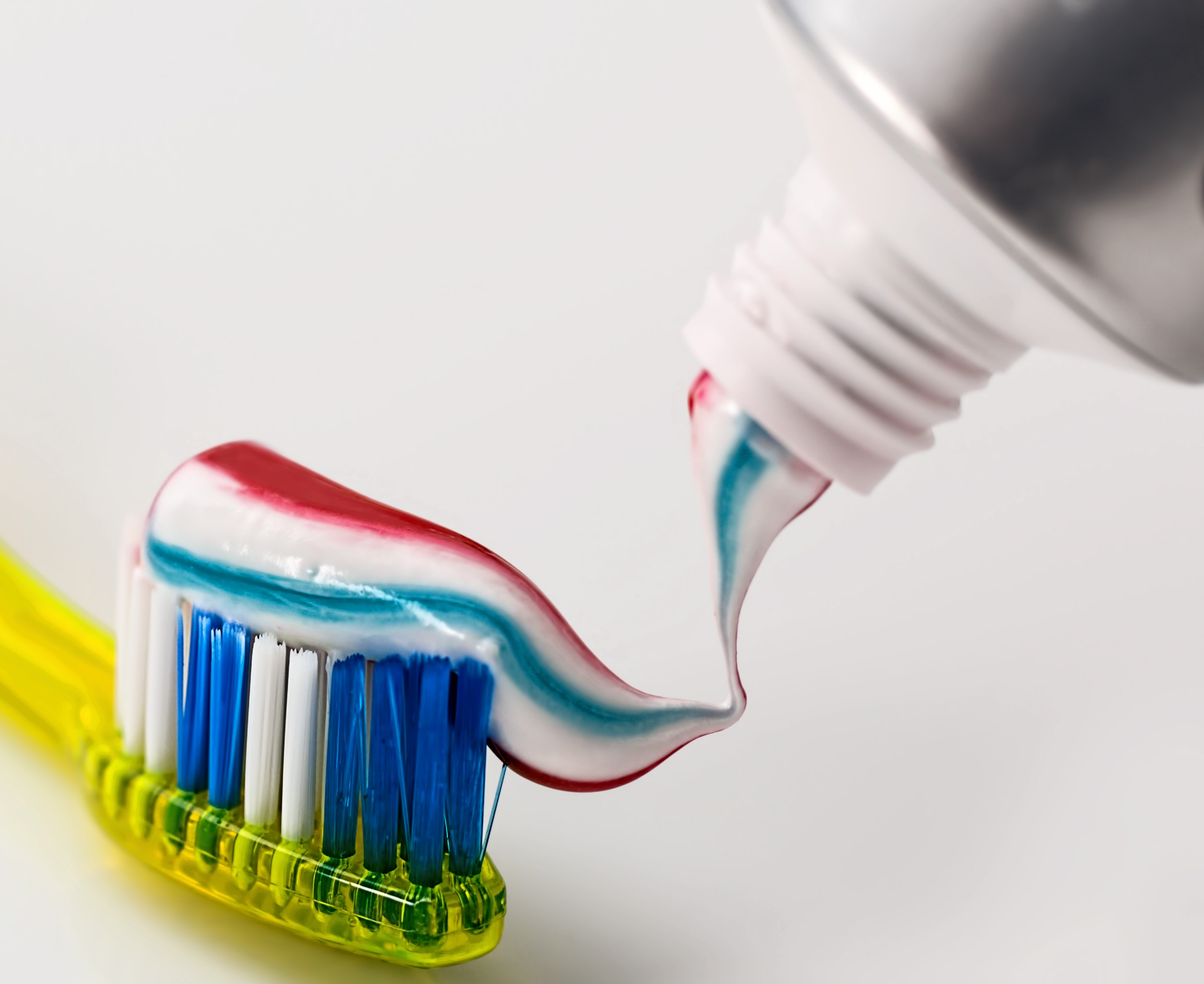
خمیر دندان

خمیردندان ماده‌ای ضدعفونی‌کننده است که به شکل خمیر و بیشتر در بسته‌هایی استوانه‌ای شکل قرار داده شده‌است. با فشردن آن، مادهٔ خمیردندان خارج می‌شود که با کمک مسواک برای مسواک‌زدن دندان، بین دندان‌ها و دهان به کار می‌رود.

## تاریخچه
بیش از ۵۰۰۰ سال قبل از میلاد مسیح مصریان باستان پودرهای پاک‌کننده دندانی شامل خاکستر، پودر پوسته تخم مرغ، میخک و دیگر ترکیبات مفید را به عنوان یک پاک‌کننده مؤثر به کار می‌بردند. بعدها یونانیان و رومیان روش‌های تهیه مصریان را با افزودن مواد ساینده مانند پودر سم چارپایان و صدف بهبود بخشیدند. در قرن نهم هجری، نوازنده و طراح مد کُرد ، زریاب (ابوالحسن علی‌ابن نافع) نوعی خمیردندان اختراع کرد که در اسپانیای اسلامی آن روزگار به محبوبیت فراوانی دست یافت. مواد تشکیل دهنده این خمیردندان ناشناخته بود اما طعم خوبی داشته‌است. مشخص نیست که این خمیردندان‌های اولیه با چه وسیله‌ای استفاده می‌شده‌است اما مواردی چون پارچه و همچنین شاخهٔ درخت مسواک و چریش از محتمل‌ترین موارد است. با این حال تا پیش از قرن نوزدهم میلادی استفاده از خمیردندان عمومی نشده بود.

## پودر دندان
در قرن ۱۹ میلادی، پودرهای دندانی در بریتانیا مورد استفاده عمومی قرار گرفت. بیشتر این پودرها خانگی و شامل پودر گچ، آجر یا نمک بود. یک دانشنامه خانگی در سال ۱۸۶۶ زغال چوب را توصیه کرد و هشدار داد که بسیاری از پودرهای دندانی که به صورت تجاری به بازار عرضه شده‌اند آسیب بیشتری نسبت به فواید آن دارند.

## خمیردندان‌های امروزی

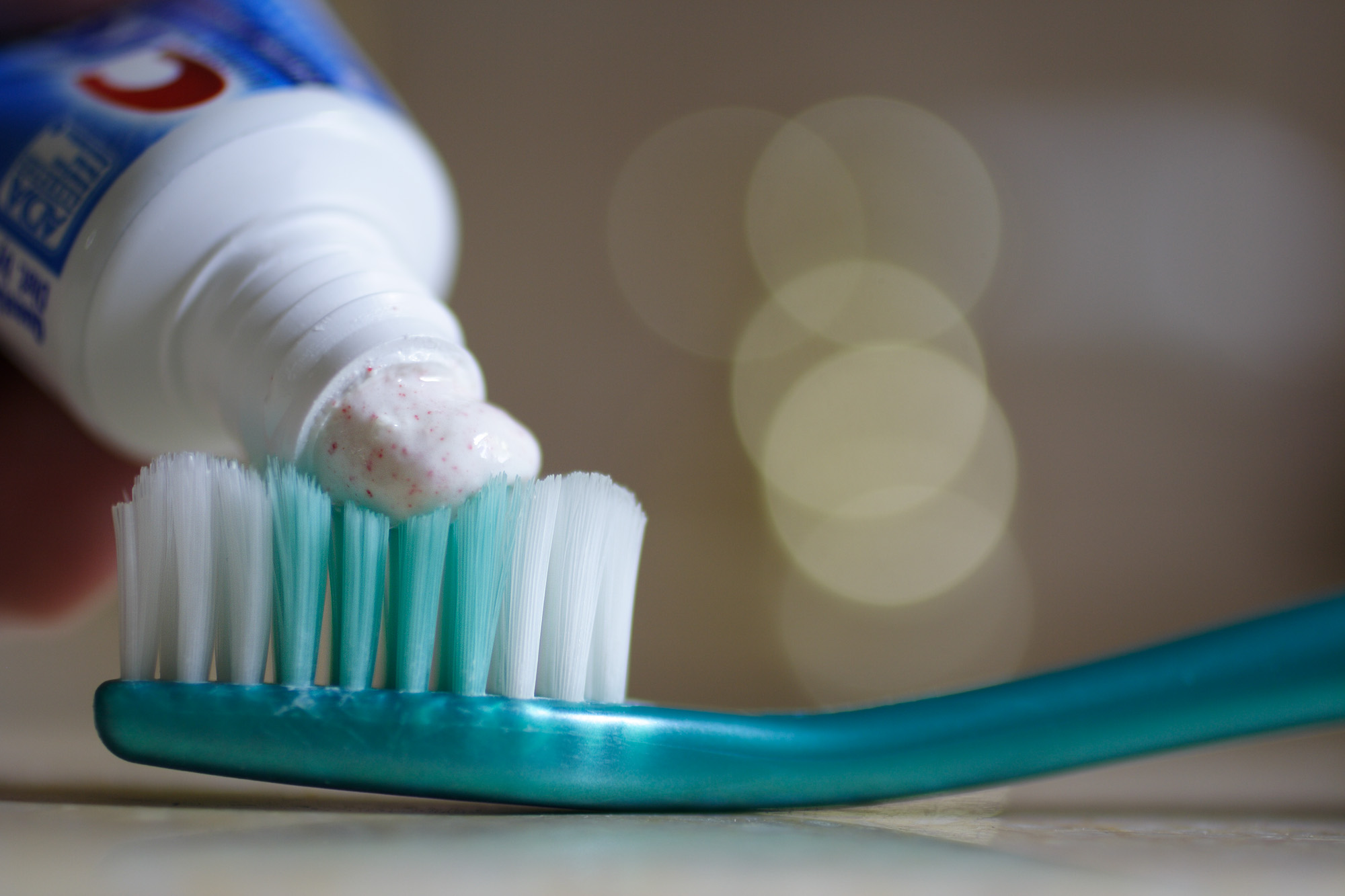
تصویری از خمیر دندان های امروزی.

تا قرن ۱۹ میلادی خمیر ساخته شده از هیدروژن پراکسید و جوش شیرین برای استفاده با مسواک توصیه می‌شد. خمیردندان‌های پیش-مخلوط برای اولین بار در قرن نوزدهم به بازار عرضه شد، اما تا جنگ اول جهانی به محبوبیت پودرهای دندانی رایج دست پیدا نکردند.
در این سال‌ها میلر و جنکینز، خمیردندانی با نام کولینوس ساختند. این محصول اولین خمیردندان ساخته شده حاوی مواد ضدعفونی کننده بود. وجه تسمیه این نام، عبارت یونانی کولیو نوسوس به معنای پیشگیری از بیماری بود. این خمیردندان در آغاز تولید موفقیت چندانی کسب نکرد. ۱۷ سال پس از توسعه اولیه و انجام آزمون‌های کلینیکی بسیار، جنکینز بازنشسته شد و تولید و توزیع این محصول را به پسرش واگذار کرد. او اولین خمیردندان تیوبی را در ۱۳ آوریل ۱۹۰۸ به بازار مصرف عرضه نمود. در طی سال‌ها این شرکت در آمریکای شمالی، آمریکای لاتین، اروپا و خاور دور گسترش یافت. در سال ۱۹۳۷ کولینوس در ۲۲ کشور تولید و در بیش از ۸۸ کشور فروخته می‌شد. در سال ۱۹۹۵ شرکت کولگیت پالمولیو کمپانی عرضه‌کننده کولینوس را به قیمت یک میلیارد دلار خریداری کرد.
اولین خمیردندان با کارآزمایی بالینی در سال ۱۹۵۵ با برند کرست به بازار عرضه شد. در سال ۱۹۶۰ انجمن دندان‌پزشکان آمریکا عملکرد ضد پوسیدگی این محصول را تأیید نمود. در سال ۱۹۸۰ شرکت ژاپنی سانگی اولین خمیردندان حاوی نانو آپاتیت که دارای قابلیت معدنی کردن دوباره دندان بود را معرفی کرد. عنصر اصلی این فراورده ماده هیدروکسی آپاتیت بود که جز اصلی تشکیل دهنده مینای دندان است. شرکت مذکور نانو هیدروکسی آپاتیت را به عنوان یک عامل ضد پوسیدگی و احیای بافت از دست رفته مینا به کار گرفت. پس از سال‌ها تحقیق و مطالعه سرانجام در سال ۱۹۹۳ وزارت بهداشت ژاپن این محصول را به عنوان یک فراوردهٔ مؤثر بر رفع و پیشگیری از پوسیدگی دندان شناخت.

## فلوراید
فلوراید اولین بار در سال ۱۸۹۰ میلادی به خمیردندان‌ها افزوده شد. آلبرت دنینگر خمیردندان تاناگارا حاوی کلسیم فلوراید را اختراع کرد. این محصول توسط شرکت تولنر از شهر برمن آلمان تولید و توزیع می‌شد. اختراع مشابهی توسط روی کراس از کانزاس آمریکا در سال ۱۹۳۷ به تأیید انجمن دندان‌پزشکان آمریکا رسید. خمیردندان‌های حاوی فلوراید در دهه ۵۰ قرن نوزده میلادی توسط انجمن دندان‌پزشکان آمریکا صحه‌گذاری شد. در این راه شرکت پراکتر و گیمبل آغازگر تحقیقات گسترده به منظور بررسی اثربخشی فلوراید در خمیردندان بود.
خمیر دندان‌های حاوی فلوراید در صورت بلعیدن به میزان زیاد می‌تواند به شدت مسموم‌کننده باشد هر چند، موارد بسیار نادر است و تحت تأثیر میزان استفاده و وزن شخص، شرایط کاملاً متفاوت است. یکی از مباحث عمده در این زمینه، موضوع فلوئوروزیس دندانی به ویژه برای کودکان است. حالت تهوع نیز ممکن است در برخی به واسطهٔ بلع فلوراید بروز نماید.

## تیوب خمیردندان
در ۱۸۸۰ میلادی واشینگتن شفیلد از ایالت کنکتیکات آمریکا، اولین خمیردندان در ظرف‌های تیوبی جمع‌شدنی با نام کرم دندانی شفیلد را ساخت. او این ایده را از پسرش دریافت کرد که در سفری به پاریس تیوب‌های حاوی رنگ مخصوص نقاشی را دیده بود. در سال ۱۸۹۶ در شهر یورک، شرکت کولگیت پالمولیو اولین خمیردندان تیوبی خود که از محصول شفیلد تقلید شده بود را به بازار عرضه کرد. اولین تیوب‌های خمیردندان از جنس سرب بودند که بعدها با مشاهده عوارض بسیار زیاد ناشی از سمیت بالای سرب، جنس تیوب‌ها به آلومینیوم محافظت شده و پلاستیک تغییر یافت.

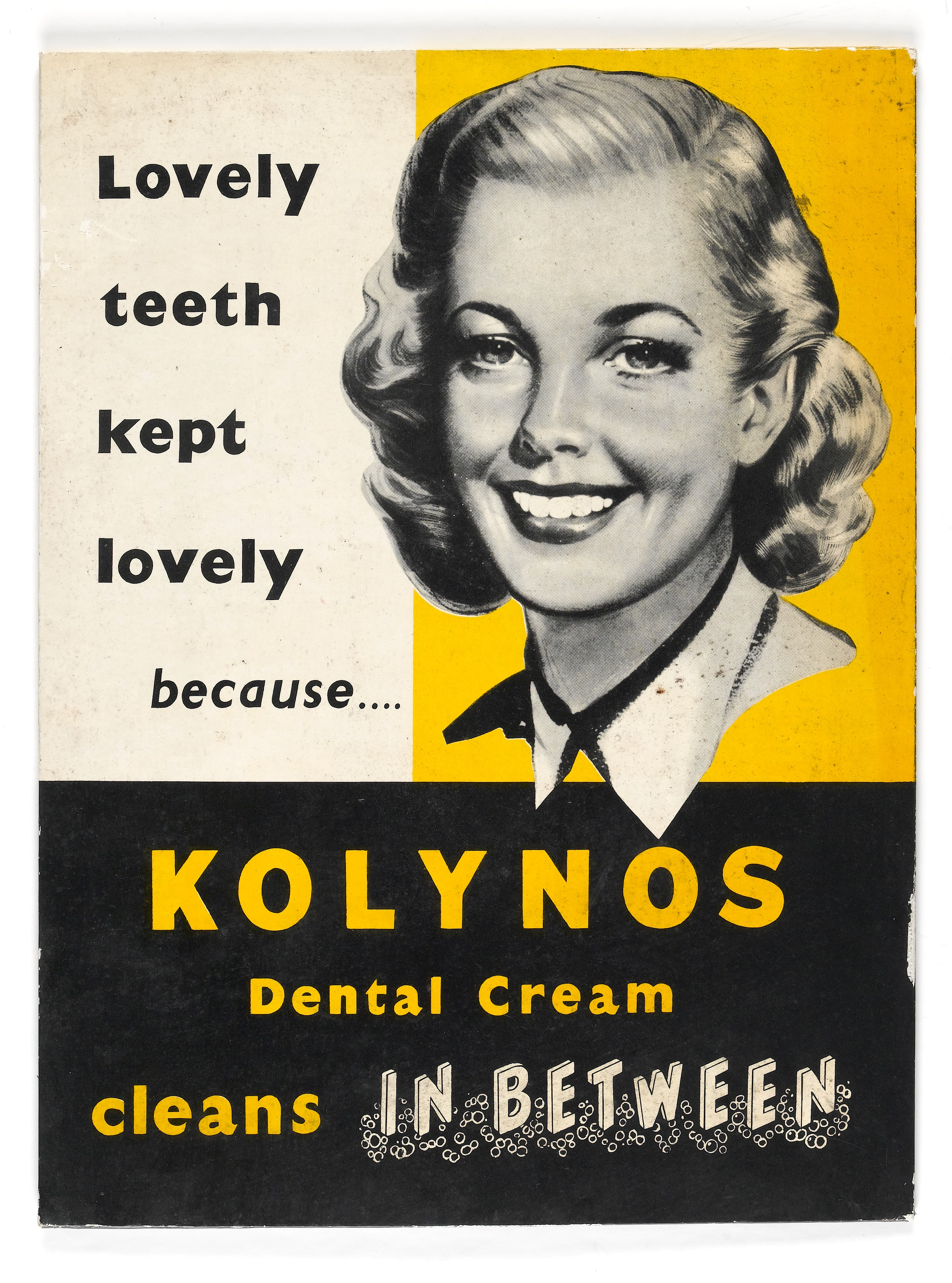
پوستر تبلیغی کولونوس در دهه ۴۰ قرن ۱۹ام
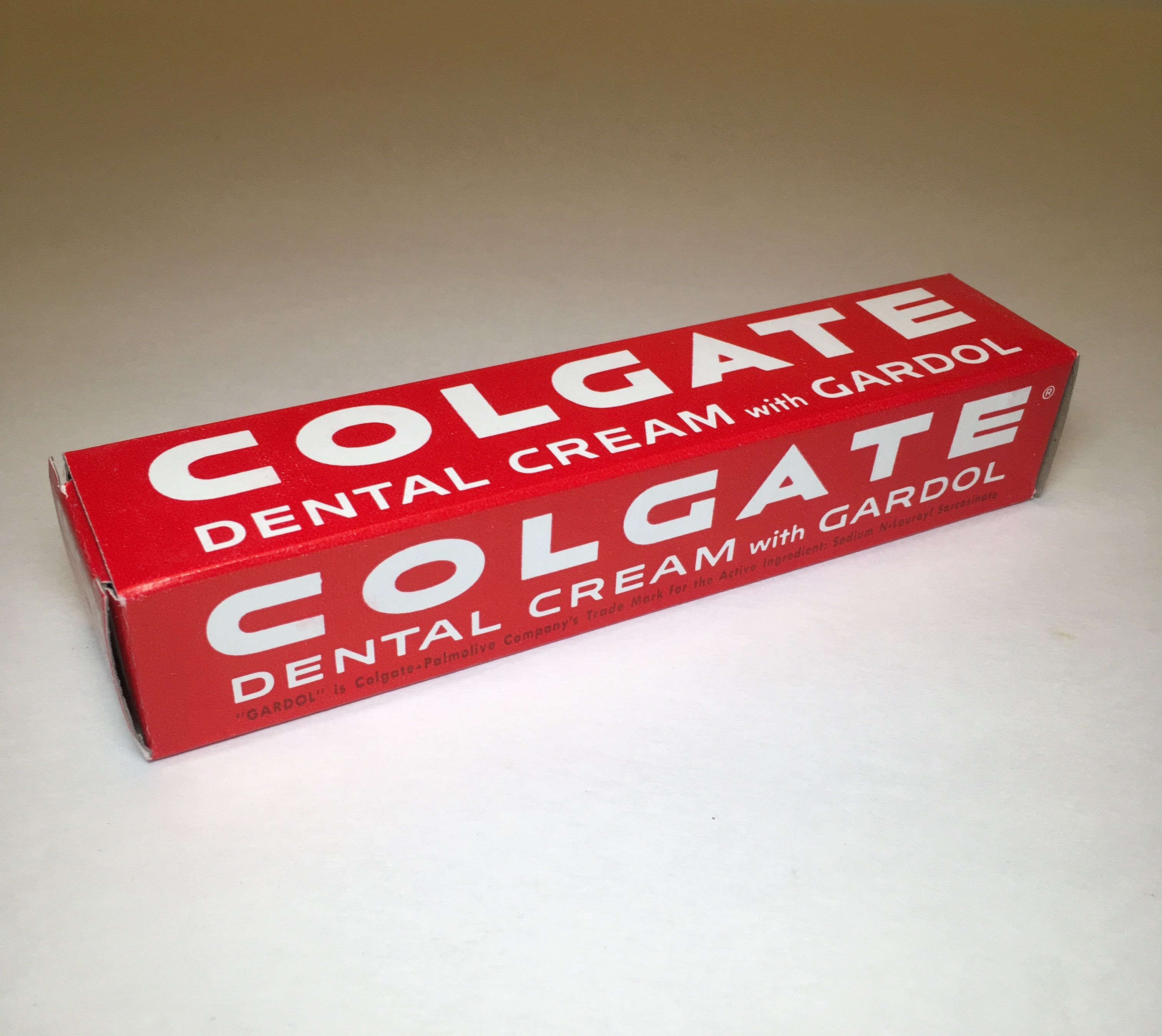
خمیردندان کولگیت در سال‌های دهه ۱۹۵۰
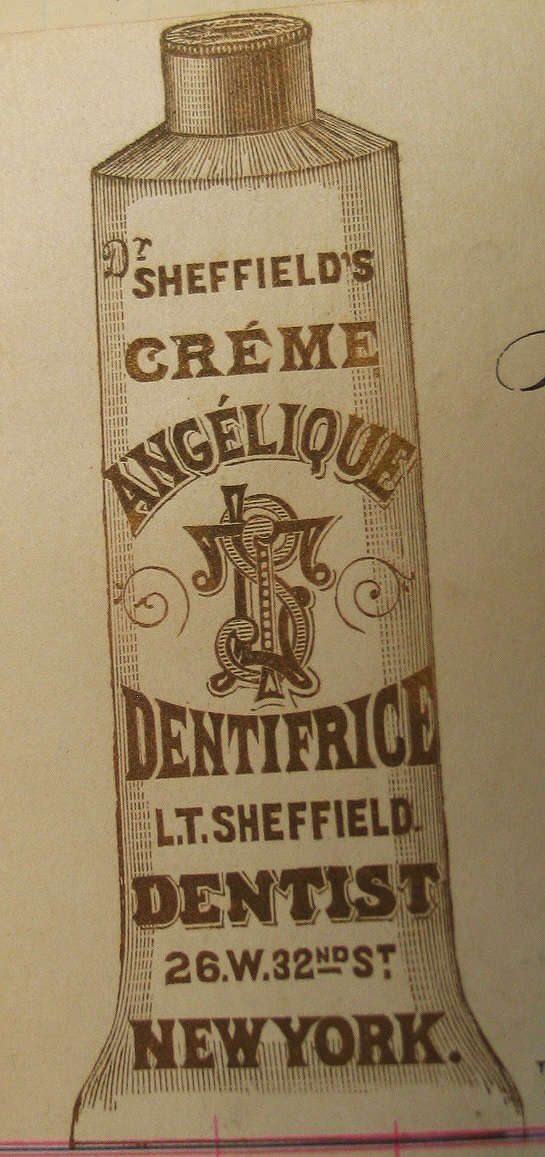
اولین خمیردندان پزشک شفیلد با نام کرم دندان

## مواد تشکیل دهنده خمیردندان
| - ساینده - مرطوب‌کننده - کف کننده - ژل کننده | - شیرین کننده - طعم دهنده - نگهدارنده - ترکیبات فلوئوردار | - رنگ - ترکیبات درمانی یا مواد فعال - آب - تری کلوسان |

سدیم لورت سولفات یکی از ترکیبات خمیر دندان است که درک چشایی را تغییر می‌دهد و پس از مسواک زدن، آب پرتقال و آب میوه‌های دیگر طعم ناخوشایندی دارند در حالی که سیب طعم دلپذیری پیدا می‌کند.

### ساینده
به‌طور واضح هدف اصلی از کاربرد مواد ساینده (Abrasives) برداشتن لایهٔ چسبناک روی سطح دندان است. از جملهٔ مهم‌ترین و کاربردی‌ترین مواد ساینده موجود در انواع خمیردندان می‌توان به سیلیکای هیدراته (SiO2)، دی کلسیم فسفات دی هیدرات (CaHPO4.2H2O) و کربنات کلسیم (CaCO3)اشاره کرد.

### مرطوب‌کننده یا نگهدارندهٔ رطوبت
ترکیبات نگهدارندهٔ رطوبت (Humectants) به منظور پیشگیری از خشک شدن خمیر و سفت و غیرقابل مصرف شدن آن بکار می‌روند. این ترکیبات در عین حال خصلت پلاستیکی و براق‌کنندگی نیز به خمیردندان می‌دهند. در حال حاضر پرکاربردترین ترکیبات نگهدارندهٔ رطوبت در خمیردندان گلیسیرین و محلول سوربیتول ۷۰٪ می‌باشند. در عین حال از ترکیباتی چون پلی اتیلن گلایکلها و پلی پروپیلن گلیکول‌ها نیز به‌طور جزئی در فرمولاسیون خمیردندان‌ها استفاده می‌شود.

فرایند تهیه سوربیتول از گلوکز

### مواد فعال سطحی یا کف کننده
این ترکیبات به دلیل حساسیت زایی بالایی که دارند همیشه با وسواس خاصی در فرمولاسیون خمیردندان‌ها به کار می‌روند. از این رو محدودیت‌های بسیاری در انتخاب یک ترکیب کف‌کننده در خمیردندان وجود دارد. عملکرد یک ترکیب کف‌کننده در خمیردندان حذف لایهٔ سطحی روی دندان با کاهش کشش سطحی می‌باشد. دیگر مزیت استفاده از مواد کف‌کننده تعلیق و حذف باقی‌مانده مواد غذایی، پروتئین و دیگر ترکیبات (Debris) از روی دندان می‌باشد.
اولین ترکیب کف کنندهٔ مورد استفاده در خمیردندان صابون بوده‌است که به دلیل قلیایی بودن بالا سبب طعم نامناسب و همچنین ایجاد ناپایداری برای دیگر مواد موجود در فرمولاسیون می‌شده‌است.
پر مصرف‌ترین ترکیب شوینده و کف کنندهٔ موجود در خمیردندان‌ها در حال حاضر سدیم لوریل سولفات (SLS) می‌باشد. این عامل فعال سطحی با فرمول بسته (ROSO3Na) از برشی از الکل‌های طبیعی سنتز می‌شود. دربارهٔ اثرات مضر این ترکیب بررسی‌های مختلفی توسط کمیسیون اتحادیهٔ اروپائی در جریان بوده اما تاکنون هیچ نهاد بین‌المللی مرجع مانند FDA یا EC ممنوعیتی برای کاربرد آن در خمیردندان اعلام نکرده‌است.

ساختار مولکولی سدیم لوریل (دو دسیل) سولفات

### عوامل ژل کننده
ترکیبات ژل‌کننده یا چسبان، کلوئیدهای هیدروفیل یا آب‌دوستی هستند که در فاز آبی خمیردندان پخش و حل شده و برای جلوگیری از دوفاز شدن خمیردندان و همچنین پایداری فیزیکی خمیر لازم می‌باشند. این ترکیبات شاید متنوع‌ترین ترکیب کاربردی در خمیردندان باشند و انتخاب آن‌ها تأثیر بسزایی بر خصوصیاتی چون قابلیت پخش خمیر در دهان، تشکیل کف و از همه مهم‌تر آزاد شدن اجزاء طعم دهنده می‌گذارد. برخی از مهم‌ترین انواع ترکیبات ژل‌کننده سدیم کربوکسی متیل سلولز، کاراژینان، زانتان و کربومر می‌باشد.

### شیرین کننده
وجود شیرین‌کننده برای پذیرش محصول نهایی خمیردندان بسیار مهم است. خمیردندان نه باید خیلی شیرین و نه خیلی تلخ باشد. همچنین ترکیبات شیرین‌کننده باید در ترکیب با عوامل طعم دهنده اثر هم افزایی داشته باشند. در حال حاضر مهم‌ترین و کاربردی‌ترین شیرین کنندهٔ مصرفی در خمیردندان سدیم ساخارین می‌باشد که به میزان کمتر از نیم درصد در فرمولاسیون محصول بکار می‌رود. اضافه کردن دی‌اتیلن گلیکول که یک طعم‌دهندهٔ شیرین اما سمی است در خمیر دندان‌های ساخته‌شده در چین منجر به فراخوانی برندهای مختلف محصولات حاوی این ترکیب شیرین اما خطرناک در سال ۲۰۰۷ میلادی از چند کشور شد. اعتراض جهانی باعث شد تا مقامات چینی به‌طور کلی استفاده از این ترکیب را در همهٔ خمیر دندان‌ها ممنوع نمایند.

## سایر کاربردهای خمیردندان
خمیردندان با داشتن قدرت تمیز کنندگی بسیار زیاد، علاوه بر مسواک‌زدن در موارد دیگری نیز می‌تواند مورد استفاده قرار بگیرد:
- تمیزکردن و جلا دادن سینک ظرفشویی
- تمیز کردن کف اتو و لکه‌های آب روی چوب
- جلوگیری از سوزش محل گزیدگی حشرات
- تمیز کردن و از بین بردن خش روی سی‌دی و دی‌وی‌دی